# Copeia
Copeia é uma publicação periódica trimestral referente a ictiologia e herpetologia. É a publicação oficial da Sociedade Americana de Ictiologia e Herpetologia.
Esta revista foi nomeada em homenagem ao professor Edward Drinker Cope, um proeminente americano em sistemática e fauna de ictiologia e herpetologia.

## História
Em 27 de dezembro de 1913, John Treadwell Nichols publicou a primeira edição de Copeia. Esta publicação consistia em uma única folha de papel dobrada para formar quatro páginas de informação, com cinco artigos. A capa do folheto possuía a seguinte inscrição:
Publicado por contribuintes para o avanço da ciência de vertebrados de sangue frio.